# Trogon mexicanus
Trogon mexicanus е вид птица от семейство Трогонови (Trogonidae).

## Разпространение
Видът е разпространен в Гватемала, Мексико, Салвадор и Хондурас.